# Cyanobiont
Cyanobionten bezeichnet Cyanobakterien (oft auch Blaualgen genannt), die in Symbiose mit anderen Organismen leben. Der Begriff Cyanobiont wurde als Kofferwort gebildet, da das Cyanobakterium der kleinere, meist im Inneren eines Wirtsorganismus lebende Partner der Symbiose ist, dieser wird generell Symbiont genannt. Cyanobionten sind bei einer Vielzahl von Pflanzen- und Pilzarten verbreitet, aber typischerweise fakultative Symbionten, d. h. die jeweilige Cyanobakterienart kann auch frei, ohne den Partner, überleben. Obwohl es weitgehend gesichert ist, dass die Organellen der Photosynthese, die Chloroplasten, auf ein endosymbiontisches Cyanobakterium (bereits im Archaikum) zurückgehen, sind primäre Symbiosen von nicht phototrophen Organismen, zum Beispiel Tierarten, mit Cyanobakterien erstaunlich selten geblieben.

## Cyanobionten in Pflanzen
Pflanzen sind (im Regelfall) photoautotrophe Organismen, denen Sonnenlicht als Energiequelle und Kohlenstoffdioxid als Kohlenstoffquelle ausreicht. Sie haben daher von einer Symbiose mit einem zweiten photoautotrophen Organismus wie einem Cyanobakterium zunächst keinerlei Vorteil. Allerdings sind einige Cyanobakterien zudem in der Lage, Luftstickstoff zu fixieren und sich so mit Stickstoff für den Aufbau des Organismus zu versorgen. Keine Pflanze besitzt diese Fähigkeit, Pflanzen sind auf gelöste Stickstoffionen zur Versorgung angewiesen. Symbiose mit einem Cyanobakterium zur Stickstoffversorgung verschafft ihnen daher vor allem in Lebensräumen, die arm an Stickstoff als Ammonium- oder Nitrat-Ionen sind, einen Vorteil. Diese Symbiose hat sich in der Evolution viele Male unabhängig voneinander entwickelt, die Pflanzenpartner reichen von Einzellern bis hin zu den Blütenpflanzen. Allerdings gehen viel mehr Pflanzen, unabhängig davon, Symbiosen mit dem Bodenbakterium Rhizobium zur Stickstoffversorgung ein, das nicht zu den Cyanobakterien gehört.
Der Cyanobakterienpartner der Symbiose, also der Cyanobiont, gehört in den bisher bekannten Fällen nur einer Handvoll von Taxa an. Häufigster Cyanobiont bei Pflanzen ist die Gattung Nostoc. Diese bildet lange, zusammenhängende Zellfäden, in die besondere, Heterocysten genannte Zellen eingeschaltet sind, die Luftstickstoff fixieren können. Nostoc ist Cyanobiont bei der marinen Kieselalge Roperia, bei Palmfarnen (Cycadeen) und bei Arten der Blütenpflanzen-Gattung Gunnera (Mammutblatt), zum Beispiel Gunnera tinctoria. Nostoc ist auch Cyanobiont bei den bisher nur zwei bekannten Moosarten mit Cyanobionten, den Lebermoosen Blasia pusilla und der in Japan endemischen Cavicularia densa.
Arten der Gattung Trichormus (früher der Gattung Anabaena zugeordnet) sind Cyanobionten bei den Algenfarnen der Gattung Azolla. Arten der Gattung Richelia sind Cyanobionten einiger mariner Kieselalgen, etwa der Gattungen Rhizosolenia, Hemiaulus, Bacteriastrum und Chaetoceros. Bei Hemiaulus kommt zusätzlich als zweiter Cyanobiont die Gattung Trichodesmium hinzu. Nicht fadenbildende, kokkoide Cyanobakterien sind Cyanobionten bei weiteren Kieselalgen der Gattungen Rhopalodia, Epithemia, Denticulata, Streptotheca und Neostreptotheca. Obwohl einzellig, wurde bei den meisten von ihnen ebenfalls die Fähigkeit zur Stickstofffixierung gefunden.

## Cyanobionten in Pilzen
Pilze, die im Symbiose mit photoautotrophen Algen leben, werden generell Flechten genannt. Der Algenpartner der Symbiose, genannt der Photobiont, gehört verschiedenen photoautotrophen Gruppen an, darunter auch Cyanobakterien. Cyanobakterien kommen abgeschätzt in etwa 10 Prozent der größenordnungsmäßig etwa 20.000 Flechtenarten vor, manchmal parallel zu eukaryotischen Algenarten. Die Cyanobionten transferieren den photosynthetisch gebildeten Zucker Glucose oder Glucan zu ihrem Pilzpartner, der ihn in den Zuckeralkohol Mannitol umwandelt. Trotz der ausgefeilten Koevolution muss der Pilz seinen Algenpartner im Regelfall jedes Mal neu aus der Umgebung aufnehmen, so dass nur auch freilebende Cyanobakterien als Partner in Frage kommen. Nostoc ist auch der häufigste Partner als Photobiont in Flechtenarten. In manchen Fällen ist es auch unklar, ob er zu Nostoc oder Anabaena gehört. Elliptische bis zylindrische Einzelzellen wurden verschiedenen Gattungen, darunter Anacystis, Gloeocapsa, Chroococcus, Chroococcidiopsis oder Microcystis zugeordnet. Weitere Cyanbionten bei Flechten sind die fadenbildende Brasilonema und Calothrix, selten und ausnahmsweise auch weitere Gattungen.
Bei dem Mykorrhizapilz Geosiphon pyriformis bildet eine Nostoc-Art den Cyanobionten, dies ist bisher der einzige nachgewiesene Fall abseits der Flechten.

## Weitere
In anderen Gruppen sind Cyanobionten nur extrem selten nachgewiesen. Diese Fälle haben wissenschaftlich große Aufmerksamkeit gefunden, da sie als Modell eventuell Licht auf die Entstehung der Chloroplasten als ehemalige primäre endosymbiontische Cyanobakterien werfen könnten. Bekannt sind solche Cyanobakterien bei Amöben der Gattung Paulinella.